# Antitype suda
Antitype suda är en fjärilsart som beskrevs av Peter Carl Friedrich Geyer 1832. Antitype suda ingår i släktet Antitype och familjen nattflyn, Noctuidae. Tre underarter finns listade i Catalogue of Life,
Antitype suda astfaelleri Schawerda, 1925, Antitype suda limpida Dannehl, 1929 och Antitype suda schimae Schawerda, 1911